# Ото Ернст фон Шьонбург
Ото Ернст фон Шьонбург (на немски: Otto Ernst von Schönburg-Hinterglauchau; * 12 декември 1681; † 8 декември 1746) е граф и господар на Шьонбург-Хинтерглаухау в Курфюрство Саксония.

## Произход и наследство
Той е син на граф Кристиан Ернст фон Шьонбург (1655 – 1718) и първата му съпруга Юлиана Мария фон Шьонбург-Хартенщайн-Глаухау (1645 – 1683), дъщеря на фрайхер Ото Албрехт фон Шьонбург-Хартенщайн (1601 – 1681) и графиня Ернестина Ройс фон Плауен (1618 – 1650). Баща му се жени втори път за Урсула Лудмила фон Райзвиц (1665 – 1720). Внук е на Готфрид Ернст фон Шьонбург-Ремзе (1623 – 1679) и Агнес Беата фон Шьонбург-Цшилен (1636 – 1687).
Ото Ернст фон Шьонбург-Хинтерглаухау умира на 64 години на 8 декември 1746 г. След смъртта му синовете му Хайнрих Ернст, Албрехт Кристиан Ернст и Йохан Ернст поемат заедно господството Хинтерглаухау.

## Фамилия
Ото Ернст фон Шьонбург се жени на 24 октомври 1710 г. за графиня Вилхелмина Кристиана фон Золмс-Зоненвалде (* 27 септември 1692; † 9 май 1772, Калау, погребана в Любенау), дъщеря на граф Хайнрих Вилхелм II фон Золмс-Зоненвалде (1668 – 1718) и фрайин Йохана Маргарета от Фризия (1671 – 1694). Те имат 11 деца:
- Хайнрих Ернст фон Шьонбург-Роксбург (* 18 септември 1711; † 2 юни 1777/1778), граф на Шьонбург-Роксбург, женен за Магдалена Луиза Елстерн фон Едерхаймб (* 17 март 1720; † 27 март 1798)
- Вилхелмина Йохана Луиза (* 19 април 1713; † 6 март 1780), омъжена за Фридрих Август фон Поникау
- София Хенриета (* 14 август 1714; † 30 януари 1734)
- Ото Кристиан Ернст (* 13 ноември 1715; † 2 септември 1718)
- Юлиана Албертина (* 6 януари 1717; † 25 декември 1719)
- Ернст Вилхелм Карл (* 13 ноември 1718; † 12 декември 1720)
- Албрехт Кристиан Ернст фон Шьонбург (* 22 януари 1720, Глаухау; † 9 март 1799, Виена), граф и господар на Шьонбург-Хинтерглаухау, женен I. на 16 юни 1747 г. в Берлин за Каролина фон Карловиц, II. на 19 юли 1757 г. в Кьостритц за графиня Магдалена Франциска Елизабет фон Шьонбург-Фордерглаухау (* 28/30 януари 1727; † 2 януари 1772), III. на 14 ноември 1785 г. за графиня Мария Анна фон Щархемберг (* 4 декември 1756; † 12 декември 1787), IV. за Барбара Хан (* 15 септември 1772; † 1833)
- Луиза Августа (* 12 септември 1721; † 29 януари 1734)
- Антония Фридерика (* 10 юли 1723; † 15 март 1795), омъжена на 16 февруари 1762 г. за Леополд Лудвиг фон Клайст († 5 май 1790)
- Йохан Ернст фон Шьонбург-Глаухау (* 4 март 1725/1726; † 1 юли 1806), женен I. за Хенриета Юлия фон Вайсенбах (* 14 септември 1715; † 23 декември 1783), II. на 22 октомври 1784 г. в Щолберг за графиня Луиза Шарлота фон Щолберг-Щолберг (* 16 ноември 1746, Щолберг; † 5 април 1811)
- Кристиана Мария Елизабет (* 24 март 1727; † 16 ноември 1727)

Вдовицата му Вилхелмина Кристиана фон Золмс-Зоненвалде се омъжва втори път за фон Лютитц.